# Noordeinde (Utrecht)
Noordeinde est un hameau situé dans la commune néerlandaise de Stichtse Vecht, dans la province d'Utrecht.
Le hameau correspond à la partie septentrionale du village de Portengen.

## Histoire
Jusqu'en 1857, Noordeinde appartenait à la commune de Portengen. Lors de la suppression de cette commune en 1857, Noordeinde allait à la commune de Ruwiel. À la suppression de la commune de Ruwiel en 1964, Noordeinde faisait désormais partie de Breukelen jusqu'en 2011. Désormais, c'est un des hameaux de la grande commune de Stichtse Vecht.